# Dixons Retail

Dixons Retail foi uma das maiores varejistas de eletrônicos de consumo da Europa, foi fundada em 1937 e tem sede em Hemel Hempstead no Reino Unido, a empresa é especializada na venda de produtos de tecnologia, como produtos eletrônicos de consumo, equipamentos de áudio e vídeo, computadores, pequenos e grandes eletrodomésticos, equipamentos fotográficos, produtos de comunicação e etc. Em 2012 a revista estadunidense Forbes colocou a Dixons Retail com a 1829° maior empresa do mundo., até sua fusão com a Carphone Warehouse em 07 de agosto de 2014 para criar Dixons Carphone.
Como o tempo de sua fusão em 2014, Dixons Retail teve 530 pontos de venda no Reino Unido e na Irlanda, e 322 no norte da Europa.

## Fusão com a Carphone Warehouse
Em maio 2014 Dixons confirmou uma proposta de fusão com a Carphone Warehouse o que levaria a um limite máximo de 3,7 bilhões por volta de R $ mercado. A fusão concluída em 07 de agosto de 2014.